# Engelbert z Falkenburga
Engelbert z Falkenburga (ur. ok. 1220, zm. 20 października 1274) – arcybiskup Kolonii i książę-elektor Rzeszy od 1261.

## Życiorys
Engelbert pochodził z bocznej linii dynastii hrabiów Kleve. Był synem Dytryka z Heinsbergu i Falkenburga oraz wnukiem Arnolda z Kleve. Stopniowo rozwijał swoją karierę w hierarchii kościelnej: był papieskim kapelanem, kanonikiem w Maastricht, od 1253 archidiakonem w Liège, a w 1257 został prepozytem kapituły katedralnej w Kolonii. 2 października 1261 został jednogłośnie wybrany na arcybiskupa Kolonii. Papieskie zatwierdzenie na tym stanowisku uzyskał na przełomie 1262 i 1263.
Okres jego rządów w arcybiskupstwie Kolonii zdominowany jest przez konflikt z mieszczanami Kolonii – mimo że Engelbert i jego brat Dytryk stali po stronie miasta w jego sporach z poprzednikiem Engelberta na arcybiskupim stanowisku, Konradem z Hochstaden. Już w 1262 zjednoczyły się przeciwko niemu wszystkie stronnictwa miejskie i zmusiły go do zawarcia niekorzystnego układu. Próba zbrojnego złamania mieszczan podjęta przez Engelberta w 1263 zakończyła się jego porażką i wzięciem go do niewoli. W kolejnych latach spór trwał nadal, popierany przez papieża Engelbert porozumiał się m.in. z cechami kolońskimi, jednak osiągnął tylko krótkotrwałe sukcesy. Sprzymierzywszy się ze szlachtą poniósł w 1267 kolejną klęskę w starciu ze sprzymierzonym z mieszczanami hrabią Jülich Wilhelmem IV. Ponownie dostał się do niewoli i pozostał w zamknięciu na zamku Nideggen aż do 1271. Do jego uwolnienia nie doprowadziły nawet klątwa kościelna nałożona na Wilhelma i Kolonię, opuścił niewolę dopiero dzięki pośrednictwu Alberta Wielkiego. Odtąd, chociaż nie udało mu się zmusić miasta do uległości, podtrzymywał z nim pokojowe stosunki. 
Podczas wielkiego bezkrólewia popierał Ryszarda z Kornwalii, który poślubił jedną z jego bratanic, Beatrycze. W 1273 brał udział w wyborze na króla Niemiec Rudolfa I Habsburga, którego następnie koronował w Akwizgranie.
Ufundował klasztor franciszkanów w Bonn. W tamtejszej katedrze został pochowany. Zmarł wkrótce po powrocie z soboru w Lyonie.